# Antagonistas del receptor de leucotrieno
Un antagonista del receptor de leucotrienos es una molécula o medicamento antagonista hormonal que actúa a nivel de los receptores celulares para el leucotrieno, que son derivados del ácido araquidónico implicados en la cascada inflamatoria que produce una forma de asma, por lo tanto son de importancia terapéutica en el manejo de esta enfermedad.

## Abordajes
El bloqueo de la acción de los receptores de leucotrienos tiene dos abordajes principales, la inhibición de la cascada del AMPc y el agonismo de los receptores cisteinil-leucotrieno tipo 1.

### Inhibición de la cascada de la 5-lipooxigenasa
Ciertos medicamentos como el zileutón bloquean la molécula 5-lipooxigenasa, lo que conlleva a una inhibición del metabolismo de los leucotrienos, mientras que otras drogas como el MK-886 bloquean la proteína activadora de la 5-lipooxigenasa y promueven el tratamiento de la arteriosclerosis.

### Antagonismo de los receptores de la cisteinil-leucotrieno tipo 1
Ciertos agentes como el montelukast, pranlukast y el zafirlukast bloquean las acciones de los cisteinil-leucotrienos a nivel del receptor CysLT1 en células diana tales como el músculo liso de los bronquios. Ello demuestra que estos agentes tienen propiedades antiinflamatorias y antifibróticas.